# Отрада (Сергиево-Посадский район)
Отрада — упразднённая деревня в Сергиево-Посадском городском округе Московской области России.

## География
Урочище находится в северо-восточной части области, в зоне хвойно-широколиственных лесов, к западу от реки Кунья, к на расстоянии примерно 15 километров (по прямой) к северу от города Сергиев Посад, административного центра округа.

### Климат
Климат характеризуется как умеренно континентальный, с умеренно холодной зимой и тёплым летом. Среднегодовая температура воздуха — +2,7 °C. Средняя температура воздуха самого холодного месяца (января) — −11,3 °C (абсолютный минимум — −48 °C), средняя температура самого тёплого (июля) — +17 °С (абсолютный максимум — +36 °C). Годовое количество атмосферных осадков — 630 мм, из которых около 70 % выпадает в период с апреля по октябрь.

## История
В «Списке населённых мест Владимирской губернии по сведениям 1859 года» населённый пункт упомянут как владельческое сельцо Александровского уезда, расположенное в 40 верстах от уездного города. В сельце имелся 1 двор и проживало 6 человек (1 мужчина и 5 женщин).
По состоянию на 1905 год, в Отраде имелось 4 двора и проживало 20 человек. В административном отношении деревня входила в состав Константиновской волости.
По данным 1926 года в деревне числилось 6 хозяйств (в том числе 5 крестьянских) и проживало 22 человека (10 мужчин и 12 женщин). Являлась частью Богородского сельсовета Константиновской волости Сергиевского уезда Московской губернии.
17 июля 1939 года Богородский сельсовет был упразднён. При этом все его населённые пункты были переданы в Выпуковский сельсовет. В 1984 деревня Отрада, как и другие поселения упразднённого Выпуковского сельсовета, была передана в подчинение новообразованному рабочему посёлку Богородское.